# Novi Južni Wales
Novi Južni Wales (eng. New South Wales, kratica NSW), je savezna država na jugoistoku Australije, i po stanovništvu i ekonomiji je najveća savezna država u australskoj federaciji. U NSW živi oko 6,7 milijuna stanovnika, od kojih 2/3 žive u trokutu tri grada: Sydney, Newcastle, Wollongong. Zapaženiji regionalni gradovi i centri su: Albury, Broken Hill, Dubbo, Port Macquarie, Tamworth, Inverell, Lismore, Nowra, Griffith, Queanbeyan, Leeton, Wagga Wagga, Goulburn i Coffs Harbour. U gradovima živi oko 90% stanovništa. Bruto domaći proizvod NSW-a za 2003. bio je AU$265,966,000,000 ili AU$39,950 po glavi stanovnika, što je oko US$30,277.

## Stanovništvo
| Red | Statistička podjela/Područje | Stanovništvo Lipanj 2007. |
| --- | ---------------------------- | ------------------------- |
| 1   | Sydney                       | 4,336,374                 |
| 2   | Newcastle                    | 523,662                   |
| 3   | Wollongong                   | 280,159                   |
| 4   | Wagga Wagga                  | 56,147                    |
| 5   | Tweed Heads                  | 53,650                    |
| 6   | Coffs Harbour                | 50,726                    |
| 7   | Tamworth                     | 44,970                    |
| 8   | Albury                       | 44,787                    |
| 9   | Port Macquarie               | 42,042                    |
| 10  | Orange                       | 37,333                    |
| 11  | Queanbeyan                   | 36,331                    |
| 12  | Dubbo                        | 36,150                    |
| 13  | Nowra-Bomaderry              | 32,556                    |
| 14  | Bathurst                     | 32,385                    |
| 15  | Lismore                      | 31,865                    |

## Administrativna podjela
Savezna država Novi Južni Wales, po Zakonu o lokaloj upravi iz 1993. (1993 Local Government Act, NSW) uprava je podijeljena na:
- Gradska poglavarstva (eng. municipality)
- Okruge (eng. shire)

Također postoji i podijela na Regije koje obuhvaća veća zemljopisna područja. Do studenog 2005. u NJW ima 152 lokalnih uprava.

## Regija Sydney
- Gradsko poglavarstvo of Ashfield
- Općina Auburn
- Grad Bankstown
- Grad Blacktown
- Grad Botany Bay
- Općina Burwood
- Općina Camden (New South Wales)
- Grad Campbelltown (New South Wales)
- Grad Canada Bay
- Grad Canterbury (New South Wales)
- Fairfield
- Okrug Hills
- Grad Holroyd
- Okrug Hornsby
- Gradsko poglavarstvo of Hunter's Hill
- Grad Hurstville
- Gradsko poglavarstvo Kogarah
- Općina Ku-ring-gai
- Gradsko poglavarstvo Lane Cove
- Gradsko poglavarstvo Leichhardt
- Grad Liverpool, New South Wales
- Općina Manly Council
- Općina Marrickville Council
- Gradsko poglavarstvo Mosman
- Općina North Sydney
- Grad Parramatta
- Grad Penrith
- Općina Pittwater Council
- Grad Randwick
- Grad Rockdale
- Grad Ryde
- Gradsko poglavarstvo Strathfield
- Okrug Sutherland Shire
- Grad Sydney
- Općina Warringah Council
- Općina Council
- Grad Willoughby
- Gradsko poglavarstvo Woollahra